# Роменский городской совет
Роме́нский городской совет (укр. Роменська міська рада) — входит в состав
Сумской области
Украины.
Административный центр городского совета находится в
г. Ромны
.

## Географическое положение
Роменский городской совет находится в центре Роменского района Сумской области Украины.
Административным центром совета является город Ромны.

## Население
Население совета составляет 39 944 человека (2019), в том числе городское — 39 532 человека, сельское — 412 человек.

## Населённые пункты совета
- г. Ромны
- с. Грабино
- с. Колесниково
- пос. Лучки